# پلاگ پاور
پلاگ پاور (انگلیسی: Plug Power) شرکت انرژی آمریکایی است، که در سال ۱۹۹۷ تأسیس شد.